# Mohamed El-Amin Ahmed El-Tom
Mohamed El-Amin Ahmed El-Tom (arabe : محمد الأمين أحمد التوم ; né le 2 octobre 1941), également connu sous le nom de Muhammad Al-Amin Al-Tom, est un mathématicien soudanais et le premier ministre de l'Éducation après la révolution soudanaise, en poste entre 2019 et 2022. Au cours de son mandat, il travaille sur diverses initiatives visant à améliorer l'éducation au Soudan, notamment l'élaboration d'un plan global pour le secteur. Cependant, El-Tom et son assistant, Omer al-Qarray (en), sont confrontés à une controverse concernant l'inclusion du célèbre tableau de Michel-Ange, La Création d'Adam, dans les manuels scolaires soudanais. La décision se heurte à une forte opposition de la part de certains groupes musulmans conservateurs, qui font valoir que l'image de Dieu tendant la main à Adam dans le tableau est incompatible avec les croyances islamiques et ne devrait pas être incluse dans les manuels scolaires.

## Formation
Mohamed El-Amin Ahmed El-Tom ,, est né en octobre 1941 ,. Il obtient un Bachelor of Science en mathématiques de l'université de Leeds avec mention très bien en 1965. Cela est suivi d'un diplôme en mathématiques avancées de l'université d'Oxford en 1966, avec des cours d'analyse numérique, d'analyse fonctionnelle, de théorie des groupes et d'algèbre commutative. Il complète ensuite un doctorat (DPhil) en 1969, supervisé par David Christopher Handscomb,,.

## Carrière académique
Après son bachelor, El-Tom devient chercheur junior à l'université de Khartoum (1962-65). Après son doctorat, il revient en tant que chercheur principal entre 1965 et 1968, où il contribue à la création de l'École des sciences mathématiques. Par la suite, il accepte un poste de chercheur au Centre de Calcul de l'université de Louvain, enBelgique (1968-69).
El-Tom avancé dans sa carrière universitaire, en tant que maître de conférences à l'université d'Ulster et plus tard comme professeur à l'université Columbia. Son expertise le conduit également à occuper des postes au Centre européen pour la recherche nucléaire (CERN), à l'université du Qatar et au Centre soudanais pour la recherche pédagogique. Par la suite, il est nommé doyen de l’Université de Garden City.

### Recherches
El-Tom publie plus de 50 articles sur la convergence de l'intégration, l'approximation et l'interpolation,. Son travail se concentre également sur l'état et l'avenir de l'enseignement des mathématiques et de la recherche mathématique au Soudan,, dans les pays musulmans, en Afrique  et en Amérique du Nord.
En mars 1978, El-Tom préside et organise la Conférence internationale sur le développement des mathématiques dans les pays du Tiers monde à Khartoum, et sur le statut et l'avenir de l'enseignement supérieur au Soudan au Caire, en 1998. De plus, il cofonde l'Institut africain des sciences mathématiques à Dar es Salam en 2003.

## Ministre de l'Éducation
Après la révolution soudanaise, le Comité des enseignants soudanais et l'Alliance des entités du Nord, l'une des composantes du Front révolutionnaire, nomment El-Tom au poste de ministre du ministère de l'Éducation (en), en raison de son « profond patriotisme, de son professionnalisme et de sa grande efficacité », et parce que « il n'y a personne de plus qualifié que lui »,. Le 5 septembre 2019, il est nommé ministre de l'Éducation,.

### Réformes
El-Tom, au sein du Conseil des ministres, fait passer l'éducation de la neuvième à la deuxième position dans les priorités de dépenses du gouvernement, présentées par l'ancien ministre des Finances responsable du Conseil. Il défend la mise en œuvre de l'éducation gratuite. Grâce à des donateurs, il fournit 2 $ pour chaque étudiant par an. Il essaye également d'obtenir des repas scolaires. El-Tom promulgue de nouvelles lois sur l'éducation publique et privée en 2020,.
El-Tom introduit un système de gestion d'apprentissage en ligne, reliant toutes les écoles du Soudan. Il peut également dispenser une formation virtuelle à des centaines d'enseignants dispensés par des entreprises soudanaises, des organisations et des bénévoles étrangers, qui dispensent initialement une formation en anglais. Il élabore un plan de formation en mathématiques. Le ministère de l'Éducation autorise également une réglementation interdisant les châtiments corporels dans les établissements d'enseignement,.
El-Tom propose d'offrir un soutien financier aux étudiants poursuivant des études en éducation afin d'augmenter les chiffres d'inscription du collège et de garantir la production d'enseignants bien préparés après l'obtention de leur diplôme,. On lui attribue l'amélioration du statut des enseignants, en augmentant le salaire d'un nouveau diplômé de 3 000 SDG à plus de 16 000 SDG par mois. Il prévoit la construction d'écoles exemplaires, en termes de bâtiments et de contenu, appelées Écoles de compétences du XXIe siècle, qui sont financées par des donateurs internationaux.
En mars 2020, à la suite de la déclaration de la pandémie de Covid-19, le ministère soudanais de l'Éducation retarde les examens du secondaire initialement fixés au 12 avril. La nouvelle date doit être annoncée ultérieurement. Lors d'une conférence de presse, El-Tom déclare que la décision donne la priorité au bien-être des étudiants et de leurs familles. Il reconnaît le caractère soudain de la décision et son impact sur la préparation des examens, qui concernent environ 500 000 étudiants.
En août 2020, El-Tom set prononce contre la fermeture des écoles en raison de la pandémie, affirmant que de nombreux étudiants quitteraient l'école et commenceraient à travailler sur les marchés, et qu'une grande partie du corps étudiant oublierait les cours précédents. Il concède cependant devant le Comité d’Urgence Sanitaire. En septembre 2020, le ministère de l’Éducation reporte au 22 novembre la date d’ouverture des écoles, initialement fixée au 27 de ce mois. Cette décision est prise en réponse au manque de préparation de nombreuses écoles dans différentes régions du Soudan, qui sont durement touchées par les inondations et les fortes pluies.
En novembre 2020, le Conseil d'administration de la Banque mondiale approuve un projet éducatif soutenu par une subvention de 61,5 millions de dollars pour soutenir l'enseignement préparatoire au Soudan afin de maintenir et d'améliorer l'éducation de base des enfants, avec un soutien important aux enseignants, aux écoles et aux communautés. Le projet est prévu pour renforcer la capacité du gouvernement à formuler des politiques et à suivre les progrès dans l'ensemble du système éducatif. Cette subvention pour l'éducation constitue le financement le plus important destiné à soutenir l'éducation de base au Soudan. Le projet couvre toutes les écoles publiques, en donnant la priorité aux investissements dans les zones défavorisées et marginalisées. Début 2020, le Partenariat mondial pour l'éducation accorde une subvention supplémentaire de 11 millions de dollars pour aider le Soudan à renforcer ses programmes visant à répondre aux besoins éducatifs du pays à la lumière de la pandémie de COVID-19.
En novembre 2020, dans le cadre d'une initiative visant à donner à 50 000 enfants non scolarisés l'accès à une éducation formelle et informelle de haute qualité, la Fondation Education Above All (EAA) et son partenaire l'UNICEF signent un protocole d'accord (MoU) avec le Ministère fédéral de l'Éducation du Soudan. Selon un communiqué de l'EAA, le projet doit mettre un accent particulier sur l'amélioration des environnements d'apprentissage et le renforcement des capacités pour garantir que les enfants privés d'éducation reçoivent une éducation de qualité, ainsi que sur l'augmentation de l'implication communautaire et la sensibilisation à la valeur de l'éducation pour l’accès et la scolarisation dans l’enseignement primaire.

### Controverse sur le nouveau curriculum
Le ministère d'El-Tom prend des mesures pour réformer le système éducatif au Soudan tout en plaidant pour « une éducation gratuite pour tous » d'ici 2030. Concernant les programmes et leurs changements, El-Tom estime que la tendance générale, quelle que soit la matière, est de prendre en compte l'âge de l'élève et la disposition de son esprit à assimiler la matière. El-Tom aborde le débat sur l'ajustement du nombre de sourates du Coran pour une étape spécifique. Il précise que lors du choix d'une sourate pour un enfant de six ans, elle doit correspondre à des objectifs spécifiques et à la capacité de l'enfant à la mémoriser et à la comprendre sans effort,. Cette tâche est réalisée par le Centre national des programmes éducatifs, de formation, d'orientation et de recherche, dirigé par Omer al-Qarray (en), qui révise et développe les programmes des écoles élémentaires de la première à la sixième année en 2020.
Un débat public s'ensuit impliquant des hommes politiques, des religieux et des journalistes sur les propositions visant à modifier les programmes scolaires, mené par le directeur des programmes d'études au ministère de l'Éducation, Omar Al-Qarai. Dans le même temps, des experts en éducation et des militants s'opposent au changement. La controverse commence après la fuite d’une proposition concernant un nouveau livre d’histoire pour les élèves de sixième année. Plus précisément, le tableau La Création d'Adam de l'artiste de la Renaissance Michel-Ange suscite une controverse en raison de ses allégations d'hérésie. En janvier 2021, des discussions sur les programmes émergent sur les réseaux sociaux parmi les Soudanais. De plus, des comptes et des pages sont créés pour critiquer ou soutenir Omar Al-Qarai. La situation s'aggrave avec la diffusion d'une vidéo montrant l'imam Muhammad Al-Amin Ismail, versant des larmes lors de la Khutbah du vendredi. Dans la vidéo, il exprime sa déception concernant le contenu des nouveaux programmes avant de lancer une critique contre Al-Qarai ,.
Le chef du Mouvement/Armée de libération du Soudan, Minni Minnawi, tweete que la campagne menée par certains imams ne découlet pas de motivations visant à préserver la religion, mais est plutôt une campagne politique visant à entraver le changement qui commence par les programmes éducatifs. Le secrétaire politique du Mouvement pour la justice et l'égalité, Suleiman Sandal, déclare dans des déclarations à la presse que « nous n'enseignerons pas à nos enfants un programme scolaire contenant des images qui incarnent Dieu pendant que nous sommes au gouvernement ». Le chef du Parti National Oumma, Abd al-Rahman al-Ghali, incite le gouvernement à limoger al-Qarai, en soulignant les antécédents intellectuels et politiques d'Al-Qari en tant que membre des Frères républicains (en), dont le fondateur, Mahmoud Mohamed Taha, a été exécuté. en 1985 pour apostasie.
L'expert en éducation Mubarak Yahya, chef de la Coalition soudanaise pour l'éducation pour tous, critique la régression de la question des programmes scolaires sur la scène politique et les querelles que cela entraîne. Il déclare que les programmes d'études nécessitent une conférence nationale pour garantir leur bonne construction à un niveau professionnel élevé et des valeurs et conseils sociétaux, loin de la politique. Cependant, Ammar Yusef, membre du Conseil central du Comité des enseignants soudanais, estime qu'il existe une campagne contre Al-Qari derrière laquelle se tiennent les partisans de l'ancien régime. Mais il souligne que le Comité des enseignants n'a pas participé à l'élaboration des nouveaux programmes,.
Omer al-Qarray reproche au ministre des Affaires religieuses et des Dotations, Nasr al-Din Mufreh, son silence, même lorsque certains religieux appellent à sa mort. Al-Qari a insisté sur le fait qu'il ne démissionnerait pas à moins qu'une décision ne soit prise d'annuler les programmes en réponse aux pressions,. Cependant, Al-Qarai démissionne peu après, le 7 janvier 2021.
Le Comité des enseignants soudanais affirme qu'il n'y aura pas de retour en arrière sur le projet de changement radical du système éducatif lancé par le ministère de l'Éducation, et de grands progrès sont réalisés dans ce sens.
Le Premier ministre Abdallah Hamdok forme un comité national chargé de revoir les programmes et de soumettre son rapport au bout de deux semaines. Le comité veille à ce que des spécialistes préparent chaque matière et à ce que le programme réponde aux objectifs éducatifs de haute qualité, aux normes professionnelles et nationales et soit enseignable.

### Formation d'un nouveau gouvernement
Le 8 février 2021, le Premier ministre soudanais Abdallah Hamdok rend une décision visant à relever les ministres du gouvernement de transition de leurs fonctions en vue de préparer la formation d'un nouveau gouvernement. Le communiqué ajoute que les ministres conserveront leurs fonctions de gardiens jusqu'à la formation du nouveau gouvernement et l'achèvement des procédures de passation de pouvoir une fois que le Conseil de souveraineté de transition aura annoncé la formation du nouveau gouvernement. Le communiqué indique que la nouvelle formation n'inclura pas le nom d'un ministre de l'Éducation, car des consultations sont toujours en cours concernant ce ministère.
El-Tom est exclu de la liste de nomination du nouveau cabinet par le Premier ministre Abdalla Hamdok, qui soumet la liste au Conseil de souveraineté de transition sous prétexte qu'El-Tom a échoué à un "contrôle de sécurité". Le Comité des enseignants soudanais proteste contre cette exclusion,. El-Tom considère son exclusion du ministère en raison d'un contrôle de sécurité raté comme une « honte pour sa réputation », qui lui cause un « préjudice psychologique ». Il déclare à Al-Ekhbari : « Je suis désormais un citoyen accusé, et ceux qui m'accusent doivent prouver si je suis un agent, ou si j'ai commis un crime, ou si j'ai été impliqué dans des affaires de corruption, ou quoi ?  Il mentionne avoir reçu des appels lui demandant s'il avait commis des actes répréhensibles qui auraient pu conduire à son exclusion du ministère,.
Le Comité des enseignants - la composante dirigeante de l'Association des professionnels soudanais - annonce son rejet du quota partisan du ministère et soutient El-Tom. En mai 2021, et après deux mois de vacance du poste, un mémorandum appelant le Premier ministre à nommer El-Tom au poste de ministre de l'Éducation est signé par un groupe d'organisations de la société civile, de professeurs d'université et d'intellectuels. Le mémorandum exige également l'approbation des lois élaborées par les commissions compétentes pour réformer l'éducation, notamment la loi sur l'enseignement public de 2020, la loi sur l'enseignement privé de 2020 et la loi du Centre national des programmes éducatifs, de formation, d'orientation et de recherche 2020,.
En avril 2021, le ministère de l’Éducation nie la démission d’El-Tom, contrairement à ce qui circule sur les réseaux sociaux,. Cependant, le 26 août 2021, El-Tom annonce qu'il a soumis sa lettre de démission à Hamdok parce que Hamdok a approuvé le nouveau programme, après qu'il a été approuvé par le ministre de l'Éducation.
Par la suite, Hamdok exige que chaque livre des manuels soit soigneusement révisé par des auteurs, des spécialistes des langues et des concepteurs, y compris des illustrateurs et des créateurs d'images. Hamdok demande également que l'ébauche du livre soit envoyée à des critiques spécialisés dans le sujet de chaque livre. Hamdok appelle à la réécriture du livre d'histoire pour la sixième année et à la préservation des sourates contestées sans supprimer aucun des versets, et en conservant toutes les unités et leçons qui ont été supprimées des manuels de mathématiques. Hamdok rencontre des délégations de religieux islamiques et chrétiens, aux côtés du ministre des Affaires religieuses, Nasr al-Din Mufreh, pour discuter de la révision du programme élaboré sous la direction d'Omer al-Qarray au Centre national des programmes d'études.

## Vie privée
El-Tom est marié et a trois enfants.

## Prix et distinctions
El-Tom est élu membre de l'Institut de mathématiques et de ses applications (FIMA) en 1978 et membre de l'Académie africaine des sciences (FAAS) en 1986. Il est membre du Centre international de physique théorique de Trieste, en Italie, entre 1984 et 1989. Il est également membre de l'Arab Thought Forum (en) en Jordanie depuis 1985, de la Mathematical Association of America, aux États-Unis depuis 1992, de l'American Mathematical Society depuis 1995  et de l'Académie nationale soudanaise des sciences depuis 2007.
En réponse à une invitation du Global Science Program de l'université d'Uppsala, El-Tom participe à l'événement du Prix Nobel 2013 à Stockholm. En 2021, iil est élu personnalité soudanaise de l'année par le Centre Al Khatim Adlan (ar) pour l'illumination et le développement humain (KACE),.